# سارة كاظمي
سارة كاظمي (بالفرنسية: Sarah Kazemy)‏ من مواليد 26 أكتوبر 1987، هي ممثلة فرنسية-إيرانية اشتهر بدورها في فيلم ظرف رفقة الممثلة الكندية-الإيرانية الأخرى نيكول بوشهري.

## روابط خارجية
- سارة كاظمي على موقع IMDb (الإنجليزية)
- سارة كاظمي على موقع قاعدة بيانات الأفلام العربية
- سارة كاظمي على موقع ألو سيني (الفرنسية)
- سارة كاظمي على موقع أول موفي (الإنجليزية)
- سارة كاظمي على موقع قاعدة بيانات الأفلام السويدية (السويدية)
- سارة كاظمي على موقع قاعدة بيانات الفيلم (الإنجليزية)
- سارة كاظمي على موقع كينوبويسك (الروسية)
- نجوم الفيلم الإيراني يناقشون الحب المحرم: مقابلة مع نيكول بوشهري وسارة كاظمي سياتل غاي نيوس